# Zaloňov
Zaloňov (en allemand : Salnai) est une commune du district de Náchod, dans la région de Hradec Králové, en République tchèque. Sa population s'élevait à 437 habitants en 2022.

## Géographie
Zaloňov se trouve à 4 km au nord-ouest de Jaroměř, à 19 km au nord-ouest de Hradec Králové, à 21 km à l'ouest-sud-ouest de Náchod et à 109 km à l'est-nord-est de Prague.

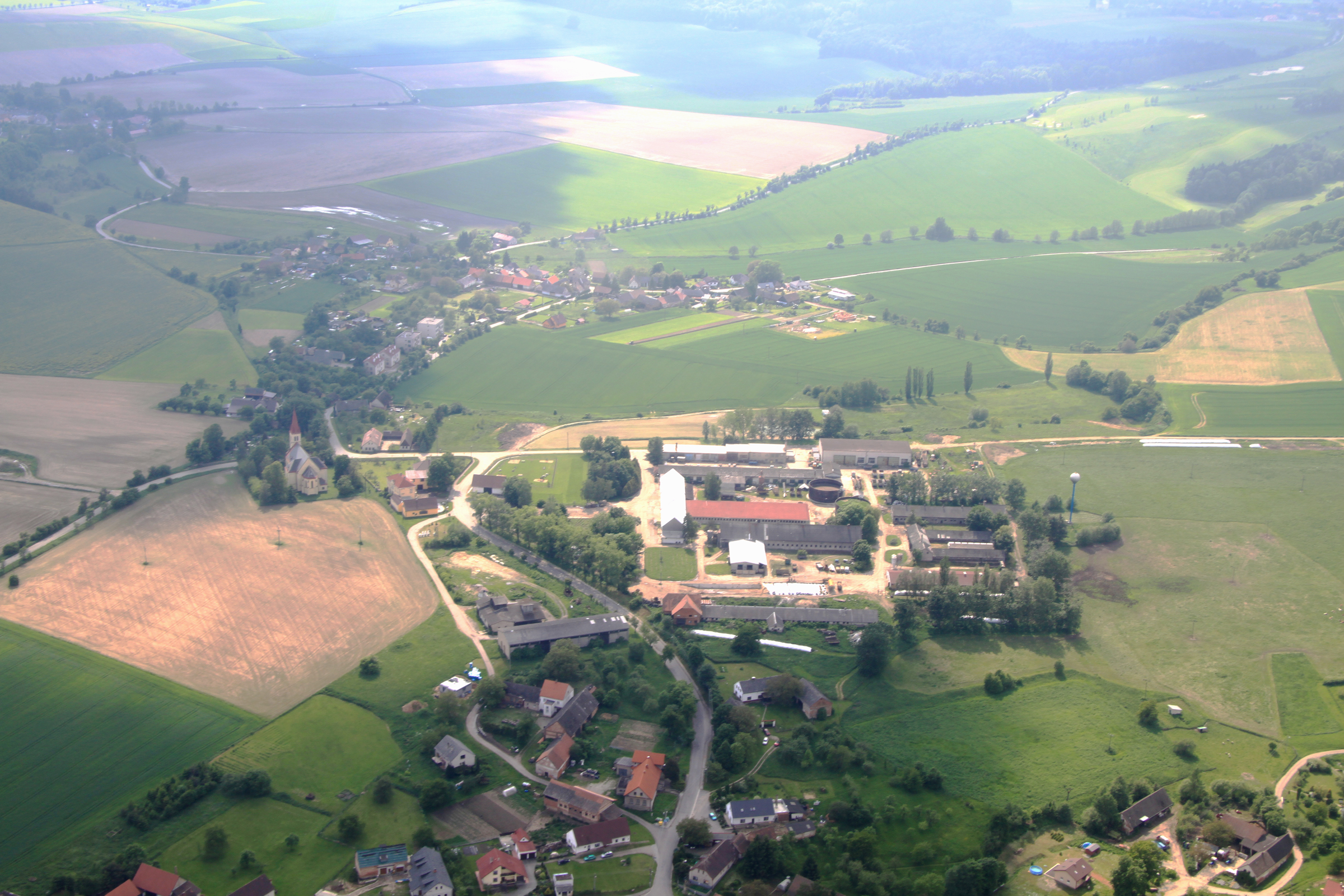
Zaloňov : vue aérienne.

La commune est limitée par Kuks au nord, par Heřmanice et Hořenice à l'est, par Jaroměř et Rožnov au sud, par Velichovky au sud-ouest, et par Litíč au nord-ouest.

## Histoire
La première mention écrite de la localité date de 1361.

## Administration
La commune se compose de quatre sections :
- Zaloňov
- Horní Dolce
- Rtyně
- Vestec

## Transports
Par la route, Zaloňov se trouve à 4,5 km de Česká Skalice, à 24 km de Hradec Králové, à 25 km de Náchod,  et à 136 km de Prague. 